# Slobodan Milošević
Slobodan Milošević (em sérvio:  Слободан Милошевић, pronunciação sérvia: [sloˈbodan miˈloʃevitɕ] (escutarⓘ); Požarevac, 20 de agosto de 1941 – Haia, 11 de março de 2006) foi presidente da Sérvia de 1989 a 1997 e da República Federal da Jugoslávia de 1997 a 2000. Também foi o principal líder do Partido Socialista da Sérvia desde a sua fundação, em 1990.
O período em que Slobodan ficou no poder na Sérvia e na República Federal da Iugoslávia foi marcado por mudanças importantes nestes países, incluindo reformas constitucionais na Sérvia nas décadas de 1980 e 90 que reduziram a autonomia dos territórios sob controle sérvio e transformou o país de uma república unipartidarista comunista para um sistema pluripartidário. Ele acabou então presidindo sobre a desintegração da Iugoslávia e a subsequente guerra civil que assolou a região. Fundou a República Federal da Iugoslávia em 1992 (formada basicamente por Sérvia e Montenegro) e negociou os Acordo de Dayton, que encerrou a brutal Guerra da Bósnia em 1995. Ele permaneceu como o homem-forte da Sérvia até o ano 2000, quando foi oficialmente derrubado do poder.
Logo depois da intervenção militar da OTAN na Iugoslávia em 1999, Milošević passou a ser acusado pelo Tribunal Penal Internacional para a antiga Iugoslávia por crimes de guerra e contra a humanidade, que incluíam acusações de genocídio, perpetrados por tropas e milícias sob seu comando na Bósnia, Croácia e Kosovo.
Milošević renunciou à presidência iugoslava entre manifestações que se seguiram à concorrida eleição presidencial de 24 de setembro de 2000. Foi preso pelas autoridades federais iugoslavas em 31 de março do ano seguinte, sob suspeita de corrupção, abuso de poder e apropriação indébita. Foi também preso pelo Tribunal Penal Internacional para a antiga Iugoslávia (TPII), um comitê das Nações Unidas, sob a acusação de crimes contra a humanidade, de violar as leis e costumes de guerra, violações graves às Convenções de Genebra e genocídio, por seu papel durante as guerras na Croácia, Bósnia e Herzegovina e Kosovo. A investigação inicial a respeito de Milošević não foi adiante, por falta de evidências concretas. Por isso, o primeiro-ministro sérvio, Zoran Đinđić, enviou-o a Haia, Países Baixos, sede do Tribunal Penal Internacional, para ser julgado por crimes de guerra.
Milošević foi responsável por sua própria defesa; o julgamento terminou, no entanto, sem qualquer veredito, já que ele acabou morrendo durante o seu decorrer, depois de quase cinco anos encarcerado na Prisão de Criminosos de Guerra, em Haia. Milošević sofria de doenças cardíacas e tinha hipertensão arterial, e morreu em decorrência de um enfarte do miocárdio. O Tribunal negou qualquer responsabilidade sobre a morte de Milošević, alegando que ele se recusara a tomar os medicamentos que lhe foram receitados, e preferiu medicar-se por conta própria.
O legado de Slobodan Milošević na região da antiga Iugoslávia é controverso. Muitos sérvios o saúdam como um nacionalista que lutou por seu país contra as potências estrangeiras da OTAN. Outros o pintam como uma figura autoritária, um criminoso de guerra que levou os povos da sua nação a uma série de cruéis e árduas guerras civis, marcadas por abusos e genocídio. Internamente, observadores descreveram o comportamento político de Milošević como populista, eclético e oportunista. O governo de Milošević foi descrito como autoritário ou autocrático, bem como cleptocrático, com acusações de fraude eleitoral, assassinatos, supressão da liberdade de imprensa e brutalidade policial.

## Antes de sua atividade política
| |  |  |
| À esquerda, o pai de Milošević, Svetozar; e à direita, sua mãe Stanislava com o irmão Borislav e Slobodan quando crianças. |  |  |

Slobodan Milošević nasceu em Pozarevac (Sérvia) em 1941 no seio de uma família abastada, quatro meses depois da invasão do Eixo do Reino da Iugoslávia, e foi criado durante a ocupação do Eixo na Segunda Guerra Mundial. Tinha um irmão mais velho Borislav Milošević que mais tarde se tornaria um diplomata. Seus pais se separaram na sequência da guerra. Seu pai, um sacerdote ortodoxo sérvio  Svetozar Milošević, atirou em si mesmo, em 1962. O pai de Svetozar Simeun foi um oficial do exército montenegrino. A mãe de Milošević, Stanislava (née Koljenšić), foi professora e também membro ativo do Partido Comunista, cometeu suicídio em 1972. seu irmão (tio de Milošević) Milisav Koljenšić foi um major-general no Exército Popular Iugoslavo que também cometeu suicídio, em 1963.
Em 1953, afiliou-se à Liga dos Comunistas da Iugoslávia, o nome em que ficou conhecido o Partido Comunista da Iugoslávia a partir de 1952. Estudou direito na Universidade de Belgrado. Enquanto na universidade, fez amizade com Ivan Stambolić, cujo tio Petar Stambolić tinha sido presidente de Conselho Executivo sérvio (o equivalente comunista de um primeiro-ministro). Isso provou ser uma conexão crucial para as perspectivas de carreira de Milošević uma vez que Stambolić patrocinou sua ascensão na hierarquia da Liga dos Comunistas da Iugoslávia.
Após sua graduação, em 1966, Milošević tornou-se um assessor econômico do prefeito de Belgrado Branko Pešić. Cinco anos depois, se casou com sua amiga de infância, Mirjana (Mira) Markovic, com quem teve dois filhos: Marko Milošević e Marija Milošević. Marković teria alguma influência na carreira política de Milošević antes e depois de sua ascensão ao poder; ela ocupava o cargo de professora de Teoria Marxista na Universidade de Belgrado e também foi líder da coalizão parceira do marido, Esquerda Iugoslava (JUL) na década de 1990.
Em 1968, passou para o mundo empresarial, onde ocupou diversos cargos em empresas de autogestão, características do sistema econômico de autogestão das empresas socialistas iugoslavas. Começou a trabalhar na companhia energética estatal (Technogas), da qual foi nomeado diretor-geral em 1973. Dez anos depois de haver deixado a administração municipal, em 1978, ascendeu para a direção do maior banco iugoslavo – o Beogradska Banka (Banco de Belgrado).

## Atividade política

### Os primórdios e sua ascensão à presidência da Sérvia
Com a morte de Josip Broz Tito (1980), Milošević começou a entrar paulatinamente na política. Apesar de Slobodan Milošević aparecer como um homem introvertido, orador medíocre e sem carisma, em 1983 é eleito para o Presidium do Comitê Central do Partido Comunista da Sérvia e no ano seguinte fez-se Presidente do Comitê Municipal do partido, em Belgrado.

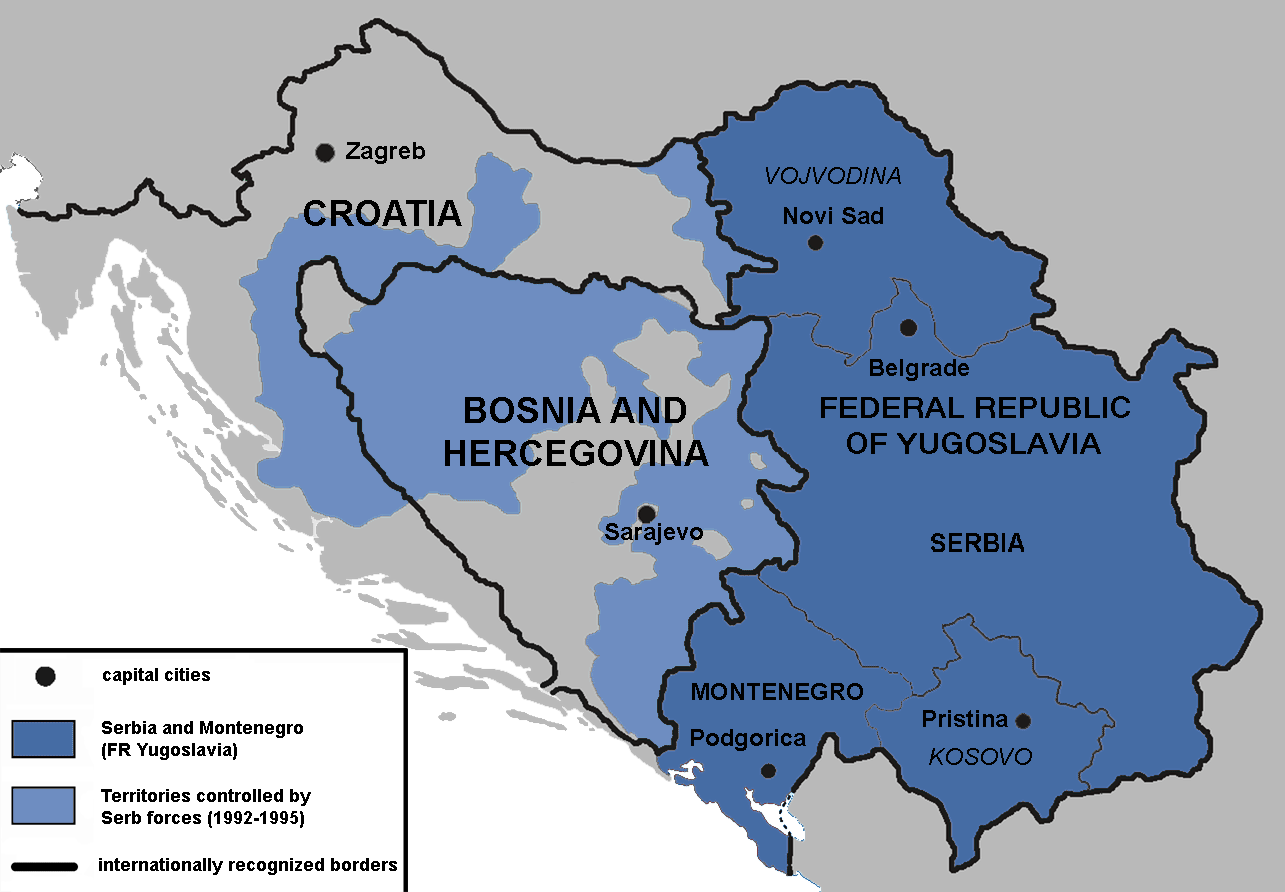
Muitos analistas acreditam que o objetivo do governo Milošević seria a Grande Sérvia, que uniria todos os sérvios em um desmoronamento da Iugoslávia.

Sua habilidade na unidade (se não na criação e crescimento de si mesmo) dos mais profundos sentimentos do público da Sérvia, faz Milošević varrer toda a classe política sérvia acusando-a de inércia e inépcia. Em 15 de maio de 1986, substitui Ivan Stambolic na Presidência do Comitê Central do Partido Comunista da Sérvia, e é reeleito em 1988. Em maio de 1989, é eleito presidente da república iugoslava da Sérvia. Este rápido percurso, que, em sete anos, levou-o de mero técnico da administração a Presidente da Sérvia surpreendeu a todos. Milošević possuía um perfil de burocrata. Em 1988, agrava a tensão dentro das fronteiras da Sérvia (Kosovo), e entre a Sérvia e outras repúblicas, principalmente a Eslovênia. Embora Milošević fosse um defensor de um modelo centralista (em termos de instituições de política econômica), cuja liderança seria para a Sérvia, a maior república da Federação, Ljubljana (com o presidente Milan Kučan) apoiavam o direito à autodeterminação das repúblicas e o respeito a todos os grupos étnicos minoritários e a autonomia.
Milošević compreende desfrutar de um enorme apoio popular: os sérvios vê-lo dirigindo uma nação orgulhosa, um líder carismático. Tem o apoio da Igreja Ortodoxa Sérvia. Sua rápida ascensão política coincidiu com a radicalização do nacionalismo, que teve lugar na sociedade sérvia, no momento em que o comunismo soviético perdia força: no mesmo ano de 1989 decidiu transformar o Partido Comunista em Partido Socialista da Sérvia. Sob sua direção, teve início uma afirmação institucional da identidade sérvia, em detrimento das demais populações minoritárias. Em 28 de junho de 1989, em plena efervescência nacionalista, Milošević se apresentou em Kosovo Polje, a cena da Batalha do Kosovo, o 600 º aniversário da derrota contra os turcos, onde, perante uma multidão de um milhão de sérvios, pronunciou o famoso discurso de Gazimestan, uma celebração do nacionalismo sérvio que trouxe sérias consequências.
Em janeiro de 1990, realiza-se o décimo quarto e último Congresso (convocado em sessão extraordinária) da Liga dos Comunistas da Iugoslávia. O fosso entre a Sérvia e a Eslovênia é incurável, principalmente por causa da intransigência de Milošević. Milan Kucan, que lidera os eslovenos, decidiu retirar a delegação de seu país do Congresso, e o mesmo será feito imediatamente pelo croata Ivica Račan. É o fim da política federal e multiétnica da Iugoslávia. Em junho de 1990, Milošević renomeia a Liga dos Comunistas da Sérvia para Partido Socialista da Sérvia, da qual é eleito presidente.
Após a realização de referendos em 25 de junho de 1991, Croácia e Eslovênia proclamam independência.

### Guerras iugoslavas

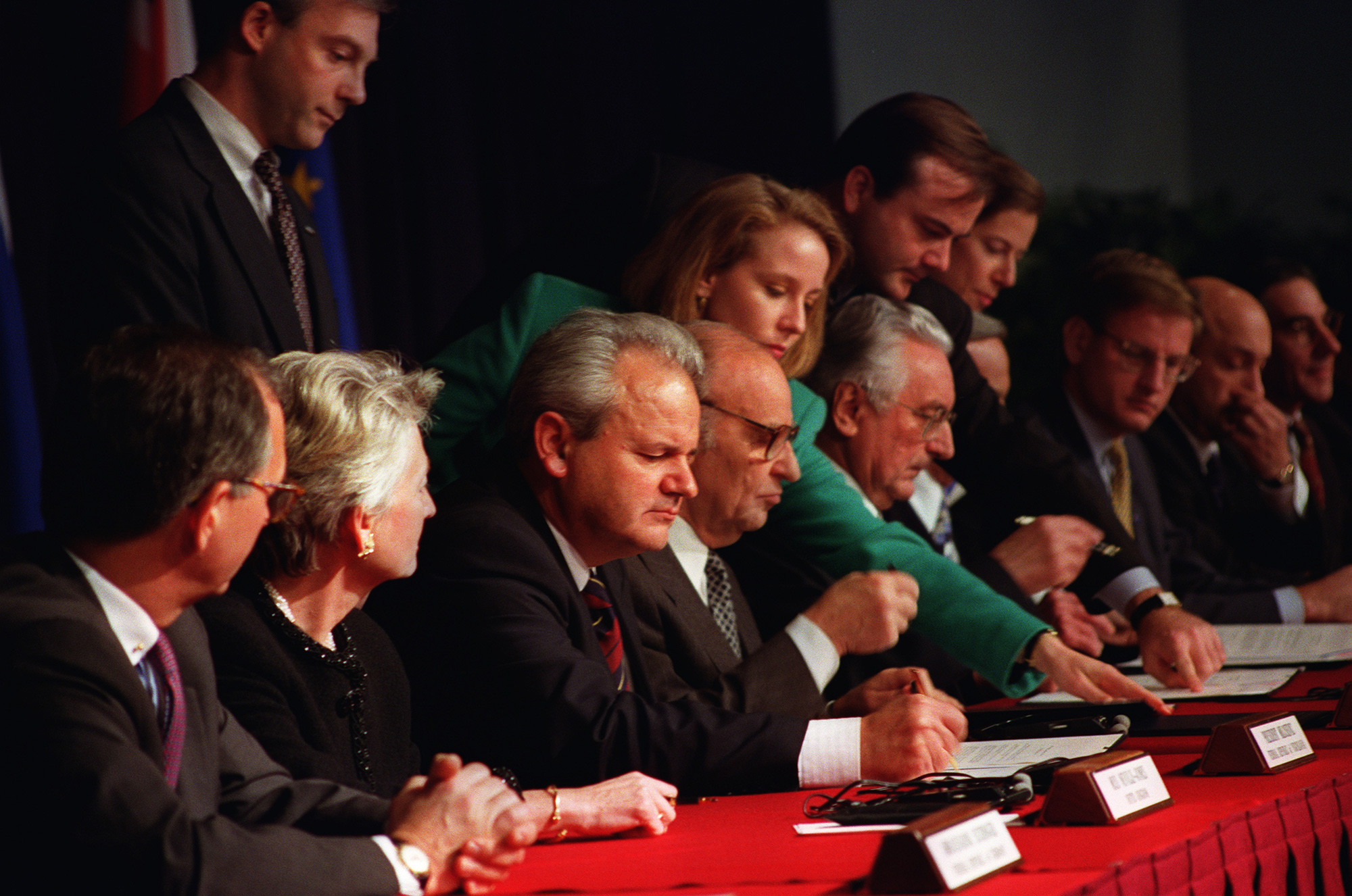
A assinatura do Acordo de Dayton.

No contexto da desintegração da Iugoslávia e das guerras que ali ocorreram onde ocorreram episódios de ataques deliberados contra civis, que foram classificados como crimes contra a humanidade, genocídio e limpeza étnica, e a responsabilidade que tinha Milošević por ser o presidente da Sérvia, foi chamado, por alguns meios de comunicação, por grande parte da opinião pública ocidental e pelos seus adversários políticos da Sérvia, como o Carniceiro dos Balcãs.

#### Guerras na Eslovênia e na Croácia
O Exército federal intervém na Eslovênia. Milošević não tem interesse no país, etnicamente compacto e apoiado pela Áustria e Alemanha. A primeira guerra iugoslava termina após dez dias, em 8 de julho pelos Acordos de Brioni.
A atenção de Milošević se move ao longo de toda a Croácia, em especial nas regiões habitadas por sérvios (as planícies da Eslavônia e a região de Krajina). Milošević não aceita que os sérvios que vivam fora da nova "pequena" Iugoslávia (ou seja, Sérvia e Montenegro). Seu plano é anexar os territórios sérvios da Croácia e uma boa metade da Bósnia e Herzegovina (em 1991, ainda alheio à guerra), criando assim uma "Grande Sérvia". No segundo semestre de 1991, Milošević, o exército federal iugoslavo e tropas paramilitares começaram uma guerra violenta contra a Croácia. O exército iugoslavo penetra profundamente em território croata, chegando a ameaçar Zagreb.
Neste contexto, fez um pacto com o Presidente croata, Franjo Tudjman, o Acordo Karadjordjevo, para a partição da Bósnia (já orientada para a independência) entre sérvios e croatas. Além disso, uma vez em sua nova posição de poder, decide retirar todas as concessões de autonomia de Kosovo e para altera a Constituição para dar mais poder ao presidente. Na oposição, algumas vozes começam a levantar-se contra a ameaça nacionalista (Círculo de Belgrado), mas em 20 de dezembro de 1992, Milošević é novamente reeleito como presidente — desta vez nas eleições com sufrágio universal.

#### Guerra e genocídio na Bósnia
Em abril de 1992, a Bósnia e Herzegovina declarou sua independência, depois de um referendo que foi boicotado pelos sérvios bósnios. Com o resultado, surgem episódios de violência e Milošević parte em defesa dos sérvios, minoritários na república separatista (República Sérvia). Milošević apoia militar e politicamente Radovan Karadzic, líder dos sérvios da Bósnia que mancha o país com crimes de guerra.
A Guerra da Bósnia culmina com o massacre de Srebrenica em julho de 1995, perpetrado pelas forças sérvias contra os bósnios muçulmanos, precipitando a intervenção da OTAN. Na Croácia, o presidente Franjo Tudjman lança a Operação Tempestade contra os sérvios que vivem na Eslavônia Oriental e na região de Krajina. Esta operação causa mais de 200 000 refugiados sérvios e numerosos crimes de guerra.
A guerra civil durou mais de três anos, tendo o exército de Milošević praticado todo o tipo de atrocidades contra os bósnios croatas e bósnios muçulmanos (Genocídio da Bósnia), naquele que foi o mais sangrento conflito europeu pós-Segunda Guerra Mundial. A saída militar sérvia da condução desses eventos, e os Acordos de Dayton em dezembro de 1995 põe fim à guerra na Bósnia e Herzegovina e na Croácia
Em outubro de 1995 Milošević é proibido de entrar nos Estados Unidos. Na Conferência de Dayton, para as negociações de paz com a Croácia e a Bósnia e Herzegovina — que pôs fim ao sonho de Milošević em construir uma Grande Sérvia com os territórios das nações da extinta Iugoslávia — os dois inimigos, Milošević e Tudjman, (que haviam se reunido várias vezes, segundo alguns, houve um "telefone vermelho", uma ligação direta entre os dois políticos), os líderes políticos da "limpeza étnica" e massacres de grande porte, seriam descritos como "homens de paz".
As eleições municipais de 1996 foram denunciadas por alguns segmentos como fraudulentas, o que desencadeou uma grande onda de protestos, com manifestações diárias em Belgrado, durante o mês de dezembro até começo de 1997.
Ódios seculares expostos, coube a Milošević e à Sérvia o papel de causadores do conflito. Com isto, a nação é isolada da comunidade internacional.

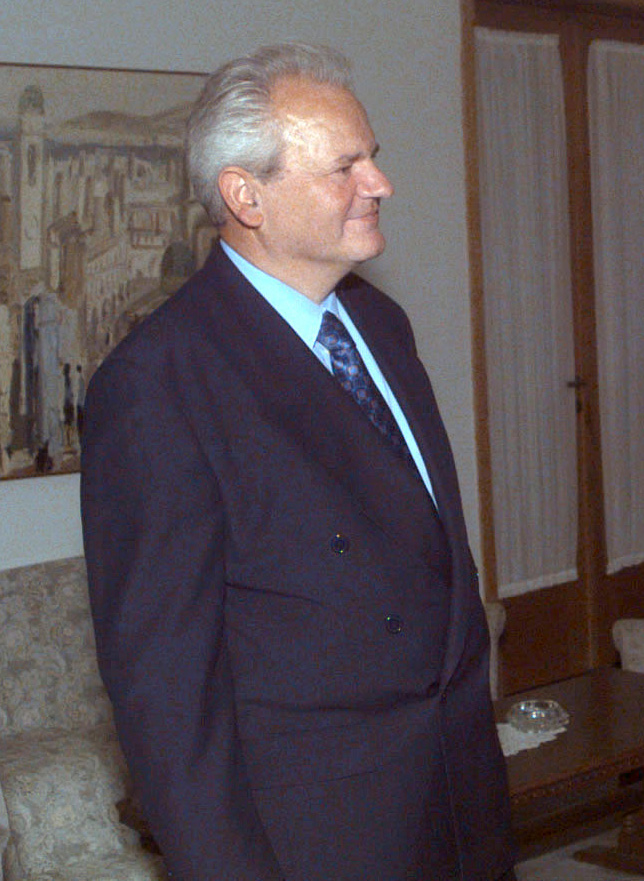
Milošević em 1996.

#### A Guerra do Kosovo
Terminado o conflito da Bósnia e Herzegovina, os habitantes de maioria albanesa na província de Kosovo tentaram a secessão. O conflito agravou-se em 1998, e radicais albaneses cometem vários crimes contra os sérvios do Kosovo, como estupros e chacinas indiscriminados. Milicianos sérvios autônomos, com o apoio implícito de Milošević, reagiram brutalmente. Em maio do mesmo ano, quando a guerrilha já controlava cerca de 40% do país, Milošević concordou em negociar com os kosovares.
No ano seguinte, Estados Unidos e União Europeia forçam os dois lados a retomar negociações na Conferência de Rambouillet. A Iugoslávia rejeitou a proposta de maior autonomia para a província, seguindo-se o envio de uma força de paz internacional. Assim, o país foi bombardeado por forças da OTAN em 1999 (Operação Força Aliada), incluindo áreas muito distantes da zona de conflito, como Belgrado e Novi Sad. Dezenas de milhares de civis inocentes foram mortos.
Boa parte da infraestrutura civil e militar do país foi destruída. O Kosovo passa a ser administrado pela ONU, e Milošević tentou passar uma imagem de salvador da Sérvia.

## Assassinatos de opositores políticos
Um dos assassinatos mais controversos ordenados por Milošević foi de Slavko Curuvija, um editor e jornalista. Curuvija foi assassinado em 11 de abril de 1999, e seu assassinato (como muitos outros) nunca foi esclarecido. Houve forte pressão internacional para que as autoridades resolvessem o caso, mas nenhuma ação foi tomada como que permanece sem solução.
No verão de 2000, ex-presidente sérvio Ivan Stambolić foi sequestrado. Seu corpo foi encontrado em 2003. Milošević foi acusado de ordenar seu assassinato. Em 2005, vários membros da polícia secreta sérvia e bandos criminosos foram condenados em Belgrado por uma série de assassinatos, incluindo de Stambolić. Essas foram as mesmas pessoas que prenderam Milošević em abril de 2001. Mais tarde, o ministro do Interior, Dusan Mihajlović, negou que Milošević estivesse envolvido na morte de Stambolić, em Fruska Gora.
Em junho de 2006, a Suprema Corte da Sérvia acatou a decisão anterior do Tribunal Especial para o Crime Organizado, em Belgrado, concluindo que Milošević havia ordenado o assassinato de Stambolić. O Tribunal Especial para o Crime Organizado havia considerado Milošević como o principal instigador de assassinatos motivados politicamente, em 1990. Os advogados de Milošević disseram que a decisão do tribunal tinha pouco valor, porque ele nunca fora formalmente acusado, nem tivera a oportunidade de se defender.
Além disso, a maioria dessas mortes foram de funcionários do governo sérvio e iugoslavo — tais como um alto oficial da polícia, Radovan Stojičić, o ministro da Defesa, Pavle Bulatović, e o diretor da Yugoslav Airlines (JAT), Žika Petrović.

## Relações com outros países

### Relações com a Rússia
Historicamente, a Rússia teve relações muito estreitas com a Sérvia e a antiga Iugoslávia, com influência da Rússia sobre a Sérvia/Iugoslávia muitas vezes forte. A Rússia e Sérvia têm afinidades importantes, incluindo as populações de ascendência eslava comum e o cristianismo ortodoxo. A Rússia é lembrada pelos sérvios por dar assistência à Sérvia para se tornar autônoma do Império Otomano e estabelecer o Reino da Sérvia no século XIX.
Durante o governo de Milošević, a Rússia adotou políticas que em geral apoiaram o regime de Milošević. Durante o conflito no Kosovo em 1999, alguns observadores sugeriram a possibilidade da Rússia enviar tropas em apoio da Sérvia. No entanto, apesar de ser considerado como um grande amigo de necessidade para a Sérvia, a Rússia tem fornecido asilo político a família de Milošević, o que faz famílias das pessoas assassinadas em conflitos protestarem.

### Relações com a República Popular da China
Muitas fontes afirmam que o governo chinês afirmou forte apoio a Milošević durante a sua presidência até sua rendição, e foi um dos poucos países a apoiá-lo e o regime iugoslavo, num momento em que a maioria dos países ocidentais foi fortemente crítica ao governo Milošević. The New York Times afirma que a República Popular da China foi "um dos maiores defensores de Milošević" durante o conflito do Kosovo. A China foi vocalmente contra a intervenção armada da OTAN em Kosovo durante a campanha.
O New York Times observou que Milošević, e particularmente sua esposa Marković, tinha "visto por muito tempo Pequim e seu partido comunista" como aliados e "o tipo de companheiros ideológicos" carente no Leste Europeu após a queda do comunismo na década de 1990. Depois do indiciamento de Milošević, as declarações públicas da China deslocaram para enfatizar as relações iugoslavo-chinesas em vez de focalizar o seu apoio a Milošević, enquanto que após a eleição de Vojislav Kostunica como presidente iugoslavo, o Ministério das Relações Exteriores chinês declarou oficialmente que "a China respeita a escolha do povo iugoslavo".

## Queda e Prisão
A crise aumenta no país, até culminar com sua derrota nas eleições de 2000. Milošević recusou-se a aceitar o resultado das urnas, e o mesmo povo que treze anos antes o levara ao poder exigiu sua deposição, em outubro de 2000. Milošević é deposto e passa para a clandestinidade.
Em 2001, o Tribunal Penal Internacional em Haia solicitou a detenção de Milošević ao governo formado depois do golpe de estado do ano anterior, que levara ao poder Vojislav Koštunica, apesar da Iugoslávia ainda não ter reconhecido formalmente a jurisdição deste tribunal. Em 28 de junho de 2001, Milošević foi preso em seu país e transferido para Haia, sem que fosse sequer julgada sua extradição, como mandava a legislação penal iugoslava. Em troca, o presidente americano George W. Bush liberou verbas para a reconstrução do país.
Em Haia, teve início o processo criminal contra ele no Tribunal Penal Internacional para a antiga Jugoslávia em que é acusado por crimes de guerra, contra a humanidade e genocídio, cometidos durante a Guerra Civil Iugoslava como o conjunto de processos judiciais e alguns documentos e depoimentos de testemunhas.

## Julgamento
Milošević foi indiciado em maio de 1999, durante a Guerra do Kosovo, pelo Tribunal Penal Internacional para a antiga Jugoslávia das Nações Unidas por crimes contra a humanidade no Kosovo. As acusações de violar as leis ou costumes de guerra, violações graves das Convenções de Genebra, na Croácia e na Bósnia e o genocídio da Bósnia foram adicionados um ano e meio depois.
Na sequência da transferência de Milošević, a acusação original de crimes de guerra no Kosovo foram atualizados pela adição de acusações de genocídio na Bósnia e crimes de guerra na Croácia. Em 30 de janeiro de 2002, Milošević acusou o tribunal de crimes de guerra de ser um "mal e hostil ataque" contra ele. O julgamento começou em Haia, em 12 de fevereiro de 2002, com Milosevic se defendendo enquanto se recusava a reconhecer a legalidade da competência do tribunal.[carece de fontes?]
As acusações pelas quais Milošević foi indiciado foram: genocídio, cumplicidade em genocídio, deportação; assassinatos, perseguições por motivos políticos, raciais ou religiosos, atos desumanos / transferências forçadas, extermínio, prisão, tortura, homicídio voluntário, privação ilegal de liberdade, intencionalmente causando grande sofrimento; deportação ou transferências ilegais, destruição extensiva e apropriação de bens, não justificadas por necessidades militares e executadas de forma ilegal e arbitrária; tratamento cruel; pilhagem de propriedade pública ou privada, ataques a civis, destruição ou danificação deliberada de monumentos históricos e instituições que se dedicam à educação ou à religião; atentados ilegais a objetos civis.
Em fevereiro de 2007, o TPII julgou a Sérvia não culpada de genocídio e concluiu que o governo de Belgrado não planejou o massacre de Srebrenica (o episódio mais grave contido na acusação). No entanto, o presidente do TPII afirmou que Milošević estava ciente do risco de ocorrência de massacres na Bósnia e não fez nada para impedir.

## Morte

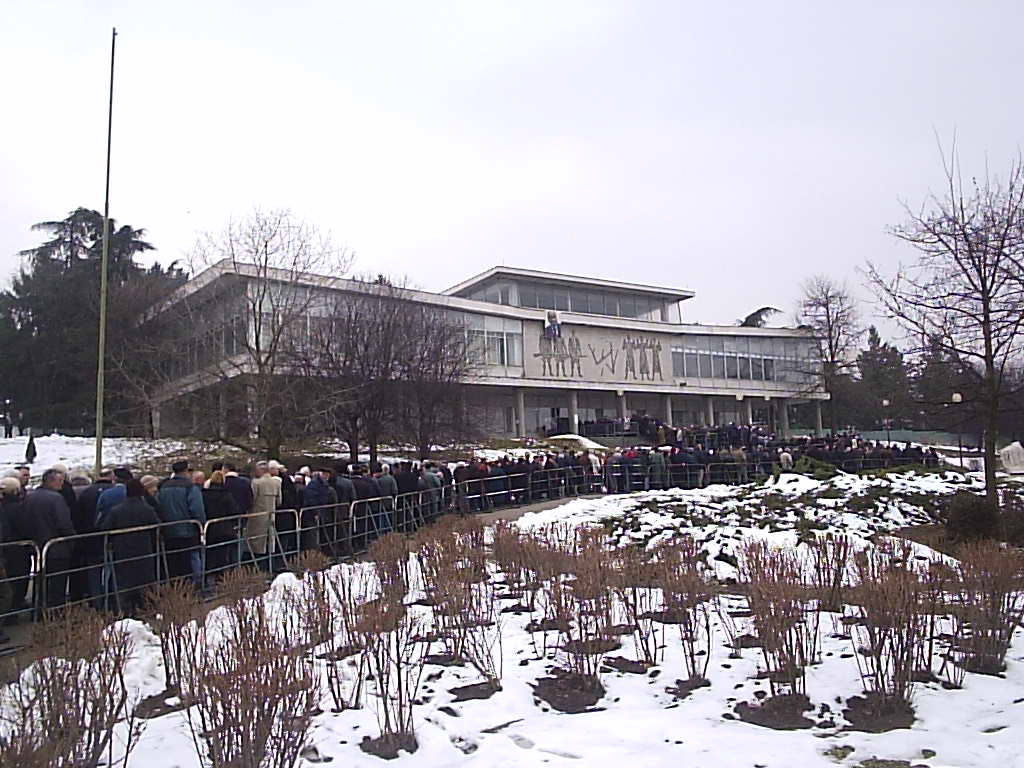
Funeral de Milošević: uma multidão de sérvios esperando para render homenagem a Slobodan Milošević em seu domicílio em Belgrado.

Milošević foi encontrado morto em sua cela em 11 de março de 2006, no centro de detenção do tribunal penal em Scheveningen, em Haia. As autópsias logo estabeleceram que ele morreu de um ataque cardíaco. Ele sofria de problemas cardíacos e pressão arterial elevada. Muitas suspeitas foram expressas no sentido de que o ataque cardíaco tinha sido causado ou provocado deliberadamente pelo TPII, de acordo com simpatizantes, ou por si mesmo, segundo os críticos.
A morte de Milošević ocorreu logo após o tribunal negar o seu pedido para tratamento médico especializado em uma clínica de cardiologia na Rússia. As reações à morte de Milošević foram mistas: os apoiantes do TPII lamentaram pois consideraram que Milošević permaneceu impune, enquanto os adversários responsabilizaram o tribunal pelo que tinha acontecido.
Como lhe foi negado um funeral de Estado, um funeral privado para Milošević foi realizado por seus amigos e família em sua cidade natal, Požarevac, depois de dezenas de milhares de seus partidários participaram de uma cerimônia de despedida, em Belgrado. O retorno do corpo de Milošević e o retorno de sua viúva à Sérvia foram muito controversos, levando a grandes dificuldades antes da sua resolução. Participantes do funeral incluem Ramsey Clark e Peter Handke.